# Boophis erythrodactylus
Boophis erythrodactylus is een kikker uit de familie gouden kikkers (Mantellidae). De soort werd voor het eerst wetenschappelijk beschreven door Jean Marius René Guibé in 1953. De soort behoort tot het geslacht Boophis. De soortaanduiding erythrodactylus betekent vrij vertaald 'rode tenen'.

## Leefgebied
De kikker is endemisch in Madagaskar. De soort komt voor in het oosten van het eiland, zo ook in de subtropische bossen van Madagaskar en leeft op een hoogte van 1000 tot 1100 meter boven zeeniveau.

## Beschrijving
Mannetjes hebben een lente van 24 tot 25 millimeter en vrouwtjes hebben een lente tot de 33 millimeter. De rug is groen met rode, geel omcirkelde vlekjes. De buik is lichtgroen en de huid is korrelig bij mannetjes en glad bij vrouwtjes.

## Synoniemen
- Hyperolius erythrodactylus Guibé, 1953